# Piper pamploanum
Piper pamploanum är en pepparväxtart som beskrevs av Trel. & Yunck.. Piper pamploanum ingår i släktet Piper och familjen pepparväxter. Inga underarter finns listade i Catalogue of Life.